# 茎基
茎基，是一种植物茎的变形，一般为木质，形态粗短，存活多年，生长在地下或地表，不进行光合作用。茎基有时为球块状，可储水；特别是旱生植物，茎基上可以长出枝叶。